# Óðinn Þór Ríkharðsson
Óðinn Þór Ríkharðsson (Reykjavik, 23 de octubre de 1997) es un jugador de balonmano islandés que juega de extremo derecho en el Kadetten Schaffhausen. Es internacional con la selección de balonmano de Islandia.
Su primer gran campeonato con la selección fue el Campeonato Mundial de Balonmano Masculino de 2019.

## Palmarés

### GOG Gudme
- Copa de Dinamarca de balonmano (1): 2019

### Kadetten Schaffhausen
- Liga de Suiza de balonmano (2): 2023, 2024
- Copa de Suiza de balonmano (1): 2024

### Consideraciones individuales
- Máximo goleador de la Liga Europea de la EHF 2022-23 (110 goles)[4]

## Clubes
| Club                  | País      | Año       |
| --------------------- | --------- | --------- |
| HK Handball           | Islandia  | 2013-2015 |
| Fram Handball         | Islandia  | 2015-2016 |
| FH Hafnarfjarðar      | Islandia  | 2016-2018 |
| GOG Gudme             | Dinamarca | 2018-2020 |
| Team Tvis Holstebro   | Dinamarca | 2020-2021 |
| KA Handball           | Islandia  | 2021      |
| VfL Gummersbach       | Alemania  | 2021      |
| KA Handball           | Islandia  | 2021-2022 |
| Kadetten Schaffhausen | Suiza     | 2022-Act. |